# Slovenska republička nogometna liga 1976./77.
Slovenska republička nogometna liga u sezoni 1976./77. bilo je dvadeset i deveto izdanje prvenstva Socijalističke Republike Slovenije. Ove sezone predstavljala je treći rang jugoslavenskog nogometnog sustava.
 Sudjelovalo je 12 klubova, a prvak je bio "Rudar" iz Titova Velenja.

## Portoroški sklepi
Dana 17. travnja 1976. u Portorožu je usvojen sporazum zvan Portoroški sklepi na slovenskom kojim je, definirajući pojam "vrhunskog sporta", potpuno redizajniran nogomet u Socijalističkoj Republici Sloveniji: svi talentirani sportaši prelijevali bi se iz manjih centara u veće, opremljeni s osobljem, financijama i infrastrukturom. Određeno je 12 centara ("regionalnih selekcija"), onih koji bi se natjecali u Slovenskoj republiški nogometni ligi, dok bi svi ostali provodili samo rekreativne aktivnosti. Proces treninga odvijao se u sedam kategorija: predselekcija (od 9 do 11 godina), I. selekcija (od 11 do 13 godina), II. selekcija (od 13 do 15 godina), III. selekcija (od 15 do 17 godina), IV. selekcija (od 17 do 19 godina), V. selekcija (od 19 do 24 godine, Slovenska liga), VI. Selekcija (Druga savezna liga), VII. selekcija (Prva savezna liga).

Posljedice su bile katastrofalne zbog napuštanja sportskih aktivnosti mladih nogometaša, bijega sponzora i gubitka interesa za prvenstvo u kojem više nije bilo ispadanja.

12 regionalnih selekcija koje je identificirao Slovenski nogometni savez bile su sljedeće (uz klubove koji su morali osigurati najbolje talente, prvi nominirani bio je onaj koji je služio kao baza):
- Mura = Mura, Beltinka, Čarda…
- Celje = Kladivar, Olimp, Brežice, Kovinar Štore…
- Šmartno = Šmartno, Šoštanj, Mozirje…
- Zasavje = Rudar Trbovlje, Zagorje, Litija, Hrastnik…
- Obala = Izola, Koper, Piran…
- Ilirija-Ljubljana = Ilirija, Ljubljana…
- Severna Primorska = Vozila, Primorje, Adria…
- Železničar = Železničar Maribor, Branik, Kovinar Maribor, Pohorje…
- Slovan = Slovan, Slavija, Krim…
- Drava = Drava, Aluminij, Osankarica…
- Unior = Dravinja, Šmarje, Šentjur…
- Gorenjska = Triglav, Korotan, Sava…

### U sezoni 1976./77.
Sezona 1976./77. bila je prijelazna: Slovenska liga održavala se redovito, iako su se na kraju turnira klubovi morali spojiti, dok su niže lige bile suspendirane, a različite momčadi mogle su igrati samo rekreativne turnire na općinskim i internacionalnim razinama. Zbog tog su brojni nogometaši i djelatnici okončali karijere.

## Formiranje lige
- 10 momčadi (Šmartno, Primorje Ajdovščina, Železničar Maribor, Mura M. Sobota, Izola, Pohorje Ruše, Rudar Trbovlje, Slavija Vevče, Kladivar Celje i Ilirija Ljubljana) iz Slovenske lige
- 2 momčadi (Litija i Rudar Velenje) iz zonskih liga

## Ljestvica
| mj.     | klub                | ut. | pob. | ner. | por. | gol+ | gol- | gr  | bod |
| ------- | ------------------- | --- | ---- | ---- | ---- | ---- | ---- | --- | --- |
| 1.      | Rudar Velenje       | 22  | 13   | 6    | 3    | 38   | 13   | +25 | 32  |
| 2.      | Mura M. Sobota      | 22  | 14   | 3    | 5    | 45   | 18   | +27 | 31  |
| 3.      | Kladivar Celje      | 22  | 12   | 6    | 4    | 37   | 17   | +20 | 30  |
| 4.      | Šmartno             | 22  | 10   | 5    | 7    | 36   | 29   | +7  | 25  |
| 5.      | Rudar Trbovlje      | 22  | 8    | 7    | 7    | 33   | 25   | +8  | 23  |
| 6.      | Litija              | 22  | 8    | 7    | 7    | 24   | 26   | −2  | 23  |
| 7.      | Pohorje Ruše        | 22  | 8    | 4    | 10   | 30   | 42   | −12 | 20  |
| 8.      | Izola               | 22  | 6    | 7    | 9    | 28   | 38   | −10 | 19  |
| 9.      | Ilirija Ljubljana   | 22  | 5    | 7    | 10   | 24   | 34   | −10 | 17  |
| 10.     | Primorje Ajdovščina | 22  | 4    | 9    | 9    | 26   | 40   | −14 | 17  |
| 11.     | Železničar Maribor  | 22  | 5    | 4    | 13   | 25   | 37   | −12 | 14  |
| 12.     | Slavija Vevče       | 22  | 5    | 3    | 14   | 19   | 46   | −27 | 13  |
|         |                     |     |      |      |      |      |      |     |     |
| Izvori: |                     |     |      |      |      |      |      |     |     |

- Viši rang:
  - Rudar Velenje promoviran je u Drugu saveznu ligu − Zapad 1977./78.
- Ispali:
  - nitko zbog reforme lige
- Napomena:
  - NK Litija se pripaja Zasavju (bivši Rudar Trbovlje)
  - NK Pohorje se pripaja Železničaru (Maribor)
  - NK Primorje se pripaja Severnoj Primorskoj (bivši Nova Gorica)
  - NK Slavija Vevče se pripaja Slovanu (Ljubljana)

## Poveznice
- Slovenska republička liga
- Druga savezna liga 1976./77.
- Nogometno prvenstvo Jugoslavije – 3. ligaški rang 1976./77.

## Vanjske poveznice
- RSSSF - Slovenia - List of Final Tables 1946-1998
- Zbornik Medobčinske nogometne zveze Ljubljana 1920–2020